# Campeonato Profesional 1958
Il Campeonato Profesional 1958 fu la 11ª edizione della massima serie del campionato colombiano di calcio, e fu vinta dal Santa Fe.

## Avvenimenti
Il campionato 1958 inizia solo un mese dopo la fine della precedente edizione, protrattasi dal 1957 all'aprile 1958. Il campionato si gioca su 4 turni (due volte andata e due volte ritorno), per un totale di 36 partite per ciascuna squadra; il numero di partecipanti passa da 12 a 10, con i ritiri di Boca Juniors de Cali e Unión Magdalena; torna l'Atlético Manizales, che già aveva partecipato al torneo nel 1954. Atlético Nacional e Independiente Medellín si uniscono, formando l'"Independiente Nacional".

## Partecipanti
- América de Cali
- Atlético Bucaramanga
- Atlético Manizales
- Atlético Nacional
- Cúcuta Deportivo
- Deportes Quindío
- Deportes Tolima
- Deportivo Pereira
- Millonarios
- Santa Fe

## Classifica finale
|                     | Pos. | Squadra              | Pt | G  | V  | N  | P  | GF | GS | DR  |
| ------------------- | ---- | -------------------- | -- | -- | -- | -- | -- | -- | -- | --- |
| Colombia (bandiera) | 1.   | Santa Fe             | 48 | 36 | 17 | 14 | 5  | 78 | 51 | +27 |
|                     | 2.   | Millonarios          | 47 | 36 | 20 | 7  | 9  | 68 | 42 | +26 |
|                     | 3.   | Atlético Bucaramanga | 44 | 36 | 18 | 8  | 10 | 68 | 54 | +14 |
|                     | 4.   | Deportivo Pereira    | 42 | 36 | 18 | 6  | 12 | 60 | 54 | +6  |
|                     | 5.   | Atlético Nacional    | 39 | 36 | 14 | 11 | 11 | 66 | 56 | +10 |
|                     | 6.   | Deportes Tolima      | 38 | 36 | 12 | 14 | 10 | 65 | 61 | +4  |
|                     | 7.   | Cúcuta Deportivo     | 33 | 36 | 11 | 11 | 14 | 62 | 66 | -4  |
|                     | 8.   | Deportes Quindío     | 31 | 36 | 10 | 11 | 15 | 68 | 64 | 4   |
|                     | 9.   | Atlético Manizales   | 26 | 36 | 10 | 6  | 20 | 65 | 98 | -33 |
|                     | 10.  | América de Cali      | 12 | 36 | 4  | 4  | 28 | 44 | 98 | -54 |

Legenda:
         Campione di Colombia 1958
Note:
Due punti a vittoria, uno a pareggio, zero a sconfitta.

## Statistiche

### Primati stagionali
Record
- Maggior numero di vittorie: Millonarios (20)
- Minor numero di sconfitte: Santa Fe (5)
- Miglior attacco: Santa Fe (78 reti fatte)
- Miglior difesa: Millonarios (42 reti subite)
- Miglior differenza reti: Santa Fe (+27)
- Maggior numero di pareggi: Deportes Tolima, Santa Fe (14)
- Minor numero di vittorie: América (4)
- Maggior numero di sconfitte: América (28)
- Peggiore attacco: América (44 reti fatte)
- Peggior difesa: América, Atlético Manizales (98 reti subite)
- Peggior differenza reti: América (-54)
- Partita con più reti: Deportes Quindío-Cúcuta 8-4

### Classifica marcatori
| Gol |  |  | Giocatore               | Squadra              |
| --- |  |  | ----------------------- | -------------------- |
| 36  |  |  | José Montanini          | Atlético Bucaramanga |
| 35  |  |  | Walter Marcolini        | Deportes Quindío     |
| 29  |  |  | Nolberto Sotelo         | Atlético Manizales   |
| 26  |  |  | José Grecco             | Santa Fe             |
| 23  |  |  | Delio Gamboa            | Atlético Nacional    |
| 21  |  |  | Francisco Solano Patiño | Deportivo Pereira    |
| 20  |  |  | Eusebio Escobar         | Atlético Manizales   |
| 19  |  |  | Juan José Ferraro       | Santa Fe             |
| 16  |  |  | Orlando Larraz          | Millonarios          |
| 16  |  |  | Felipe Marino           | Cúcuta Deportivo     |